# Juan Cassiers
Juan Cassiers  (*  11. Mai 1931 in Middelkerke; † 5. März 2010 in Brüssel) war ein belgischer Botschafter.

## Leben
Juan Cassiers war ein Enkel von Léon Delacroix und Bruder von Léon Cassiers seinerzeit Vorsitzender einer belgischen Bioethikkommission.
Juan Cassiers studierte am Collège St Michel (Église Saint-Jean-Berchmans) in Brüssel und an der Katholieke Universiteit Leuven und trat 1956 in den auswärtigen Dienst.
Von 1960 bis 1961 war er Attaché beim Nordatlantikrat.
Von 1962 bis 1967 war er Botschaftssekretär in Washington, D.C.
Von 1967 bis 1970 war er Stellvertreter des Leiters der Abteilung Technik im Außenministerium.
Von 1970 bis 1973 war er Stellvertreter des Vertreters der belgischen Regierung bei der OECD.
Von 1974 bis 1976 war er Botschaftsrat in Peking.
Von 1976 bis 1979 war er Botschaftsrat in Köln.
Von 1979 bis 1981 leitete er die Abteilung Politik und Militär im Außenministerium.
1981 war er Büroleiter von Leo Tindemans.
Von 1981 bis 1982 war er Ambassador at Large.
Von 1983 bis 1987 vertrat er die belgische Regierung beim Nordatlantikrat.
von 1988 bis 1990 vertrat er die belgische Regierung, im Rang eines Botschafters, bei der OECD.
Von 1991 bis 1994 war er Botschafter in Washington, D.C. und von 1994 bis 1998 beim Heiligen Stuhl.
Baron Cassiers war mit Daisy Lannoy verheiratet. Sie hatten zwei Töchter und zwei Söhne.

## Schriften
- The Hazards of Peace, 1975
- Du miracle belge à la croissance lente: l’impact du plan Marshall et de l’Union Européenne de Paiements. Bulletin de l’IRES, nr. 166, mei 1993, 20 pp.

## Ehrungen
- Leopoldsorden (Belgien)
- Großes Bundesverdienstkreuz mit Stern (11. Januar 1980)[3]